# Markea campanulata
Markea campanulata là loài thực vật có hoa trong họ Cà. Loài này được (Donn. Sm.) Lundell mô tả khoa học đầu tiên năm 1939.